# كول غروف (أوهايو)
كول غروف (بالإنجليزية: Coal Grove, Ohio)‏ هي منطقة سكنية تقع في الولايات المتحدة في مقاطعة لورنس، أوهايو. يقدر عدد سكانها بـ 2,165 نسمة ومساحتها 5.28 كم2 وترتفع عن سطح البحر 176 متر.

## التركيبة السكانية
قام مكتب تعداد الولايات المتحدة بتحديد بيانات التركيبة السكانية لكول غروف في تعداد الولايات المتحدة. في ما يلي، التركيبة السكانية حسب تعدادي 2000 و2010.

### تعداد عام 2000
بلغ عدد سكان كول غروف 2,027 نسمة بحسب تعداد عام 2000، وبلغ عدد الأسر 810 أسرة وعدد العائلات 562 عائلة مقيمة في القرية. في حين سجلت الكثافة السكانية 1,028.1 نسمة لكل ميل مربع (397.0/كم2). وبلغ عدد الوحدات السكنية 877 وحدة بمتوسط كثافة قدره 444.8 نسمة لكل ميل مربع (171.7/كم2).
وتوزع التركيب العرقي للقرية بنسبة 98.77% من البيض و 0.35% من الأمريكيين الأصليين و 0.10% من الأمريكيين الأفارقة و 0.74% من عرقين مختلطين أو أكثر.
بلغ عدد الأسر 810 أسرة كانت نسبة 30.2% منها لديها أطفال تحت سن الثامنة عشر تعيش معهم، وبلغت نسبة الأزواج القاطنين مع بعضهم البعض 51.5% من أصل المجموع الكلي للأسر، ونسبة 13.7% من الأسر كان لديها معيلات من الإناث دون وجود شريك، وكانت نسبة 30.6% من غير العائلات. تألفت نسبة 27.9% من أصل جميع الأسر من أفراد ونسبة 14.6% كانوا يعيش معهم شخص وحيد يبلغ من العمر 65 عاماً فما فوق. وبلغ متوسط حجم الأسرة المعيشية 2.90، أما متوسط حجم العائلات فبلغ 2.43.
بلغ العمر الوسطي للسكان 39 عاماً. وكانت نسبة 23.6% من القاطنين تحت سن الثامنة عشر، وكانت نسبة 9.4% بين الثامنة عشر والأربعة وعشرون عاماً، ونسبة 25.1% كانت واقعةً في الفئة العمرية ما بين الخامسة والعشرون حتى والأربعة وأربعون عاماً، ونسبة 24.3% كانت ما بين الخامسة والأربعون حتى الرابعة والستون، ونسبة 17.6% كانت ضمن فئة الخامسة والستون عاماً فما فوق. يوجد لكل 100 أنثى 89.6 ذكر، ويوجد لكل 100 أنثى في الثامنة عشر من عمرها فما فوق 82.1 ذكر.
بلغ متوسط دخل الأسرة في القرية 26,101 دولار، أما متوسط دخل العائلة فبلغ 33,000 دولار. وكان متوسط دخل الذكور 29,886 دولار مقابل 21,563 دولار للإناث. وسجل دخل الفرد الخاص بالقرية 14,332 دولار. وكانت نسبة 15.0% من العائلات ونسبة 18.6% من السكان تحت خط الفقر، وكان من هؤلاء نسبة 29.3% تحت سن الثامنة عشر ونسبة 9.2% في الخامسة والستين من العمر وما فوق.

### تعداد عام 2010
بلغ عدد سكان كول غروف 2,165 نسمة بحسب تعداد عام 2010، وبلغ عدد الأسر 833 أسرة وعدد العائلات 593 عائلة مقيمة في القرية. في حين سجلت الكثافة السكانية 1,139.5 نسمة لكل ميل مربع (440.0/كم2). وبلغ عدد الوحدات السكنية 891 وحدة بمتوسط كثافة قدره 468.9 لكل ميل مربع (181.0/كم2).
وتوزع التركيب العرقي للقرية بنسبة 97.7% من البيض و 0.4% من الأمريكيين الأصليين و 0.6% من الأمريكيين الأفارقة و 1.1% من عرقين مختلطين أو أكثر.
بلغ عدد الأسر 833 أسرة كانت نسبة 36.6% منها لديها أطفال تحت سن الثامنة عشر تعيش معهم، وبلغت نسبة الأزواج القاطنين مع بعضهم البعض 44.8% من أصل المجموع الكلي للأسر، ونسبة 20.3% من الأسر كان لديها معيلات من الإناث دون وجود شريك، بينما كانت نسبة 6.1% من الأسر لديها معيلون من الذكور دون وجود شريكة وكانت نسبة 28.8% من غير العائلات. تألفت نسبة 24.1% من أصل جميع الأسر من أفراد ونسبة 11.3% كانوا يعيش معهم شخص وحيد يبلغ من العمر 65 عاماً فما فوق. وبلغ متوسط حجم الأسرة المعيشية 2.96، أما متوسط حجم العائلات فبلغ 2.55.
بلغ العمر الوسطي للسكان 38.5 عاماً. وكانت نسبة 24.4% من القاطنين تحت سن الثامنة عشر، وكانت نسبة 10.4% بين الثامنة عشر والأربعة وعشرون عاماً، ونسبة 25.1% كانت واقعةً في الفئة العمرية ما بين الخامسة والعشرون حتى والأربعة وأربعون عاماً، ونسبة 23.7% كانت ما بين الخامسة والأربعون حتى الرابعة والستون، ونسبة 16.3% كانت ضمن فئة الخامسة والستون عاماً فما فوق. وتوزع التركيب الجنسي للسكان بنسبة 47.1% ذكور و52.9% إناث.